# 1. Zentralbüro der Kommunistischen Partei Chinas
Das 1. Zentralbüro der Kommunistischen Partei Chinas (chinesisch: 中国共产党第一届中央局) wurde am 31. Juli 1921 vom 1. Nationalen Parteitag der Kommunistischen Partei Chinas in Jiaxing, Zhejiang, gewählt.
Die beiden wichtigsten Figuren der jungen KP Chinas waren Chen Duxiu und Li Dazhao. Chen Duxiu war der Hauptsprecher der Bewegung des vierten Mai 1919. Mao Zedong aus Hunan gehörte zu den Gründungsmitgliedern, nahm aber nicht aktiv an den Debatten teil, da die anderen Teilnehmer schon länger als er in der revolutionären Sache engagiert waren.

## Mitglieder des Zentralbüros
- Chen Duxiu (1879–1942), Sekretär
- Zhang Guotao (1897–1979), Leiter der Organisation
- Li Da, Direktor für Propaganda